# یواس‌اس کسول (ای‌کی‌ای-۷۲)
یواس‌اس کسول (ای‌کی‌ای-۷۲) (به انگلیسی: USS Caswell (AKA-72)) یک کشتی متعلق به نیروی دریایی آمریکا بوده است. این کشتی در سال ۱۹۴۴ به منظور حمل محموله نظامی و ناوچه های آبی خاکی طراحی شده و طول آن ۴۵۹ فوت ۲ اینچ (۱۳۹٫۹۵ متر) بود.